# Бесагаш (Алакольський район)
Бесага́ш (каз. Бесағаш) — село у складі Алакольського району Жетисуської області Казахстану. Адміністративний центр Жагатальського сільського округу.
Населення — 64 особи (2021; 134 у 2009, 356 у 1999, 1004 у 1989).